# Anabel Hernández

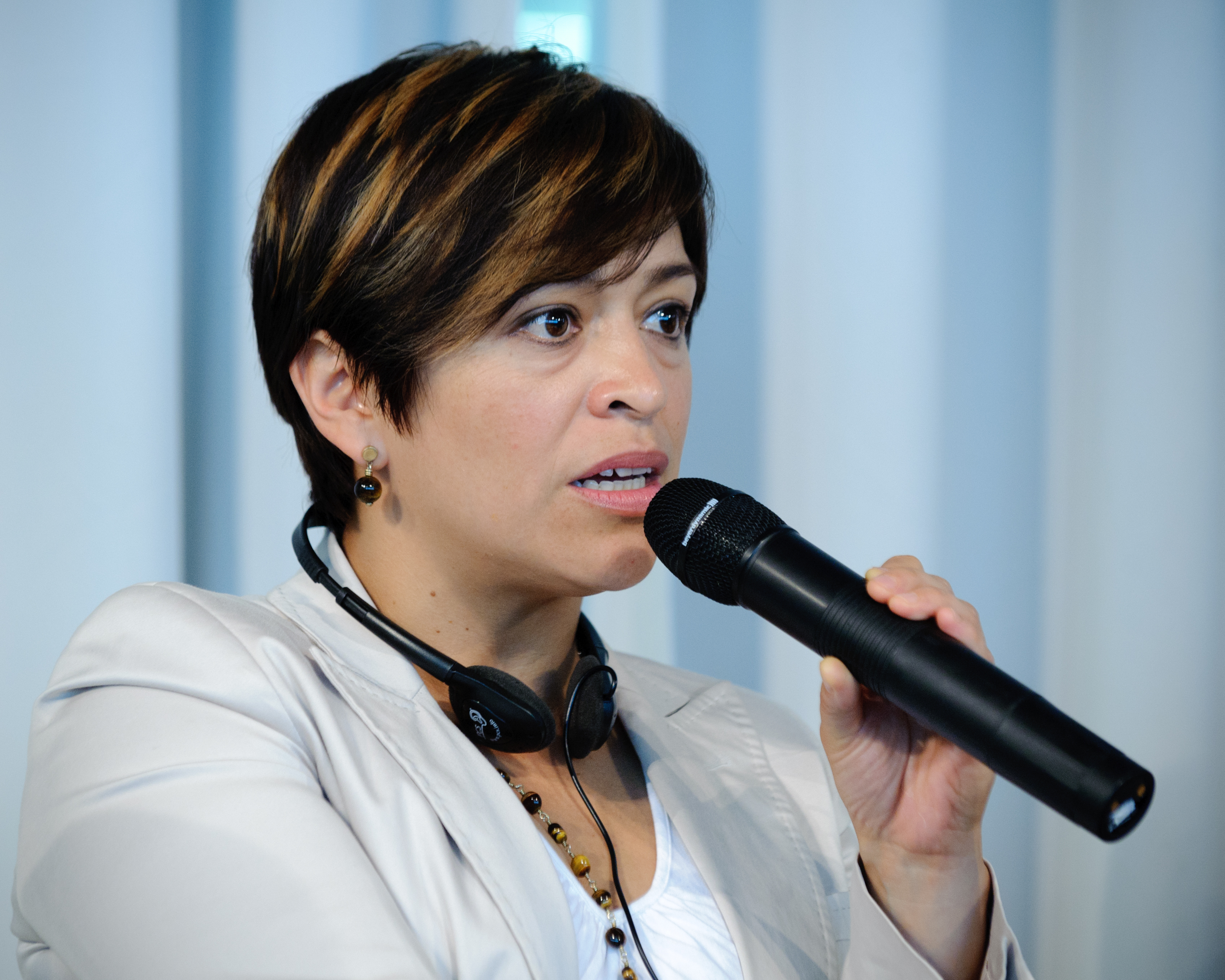
Anabel Hernández (2011)

Anabel Hernández García (* 1971) ist eine mexikanische investigative Journalistin.

## Leben
Anabel Hernández stammt aus einer Ingenieursfamilie. Sie entschied sich gegen Widerstände in der eigenen Familie für ein Journalistikstudium und begann 1993, im letzten Jahr ihres Studiums, für die mexikanische Tageszeitung Reforma zu arbeiten. Ihre erste Story handelte von einer Wahlfälschung in Mexiko-Stadt, die in der Öffentlichkeit unentdeckt geblieben war. 1994 machte sie ihre erste Geschichte zum Thema Drogenhandel, für die sie auf eigene Faust ohne Auftrag ihres Chefredakteurs recherchierte. Damals wurde sie zum ersten Mal telefonisch bedroht, nahm die Drohungen aber noch nicht ernst. Mit ihrer ersten Schwangerschaft unterbrach sie ihre Tätigkeit für drei Jahre und stieg erst 1999 wieder als Journalistin bei der mexikanischen Tageszeitung Milenio ein. Im Dezember 2000 wurde ihr Vater in Mexiko-Stadt entführt und ermordet aufgefunden, die Tat wurde nie aufgeklärt. Dieses Ereignis bestärkte sie darin, Ungerechtigkeiten mit ihrer journalistischen Arbeit aufzudecken. Durch die Aufdeckung von finanziellen Verfehlungen des im Jahr 2000 gewählten mexikanischen Staatspräsidenten Vicente Fox, für die sie im Jahr 2002 den nationalen mexikanischen Journalismuspreis erhielt, stand Hernández im Mittelpunkt der sogenannten Tollgate-Affäre.

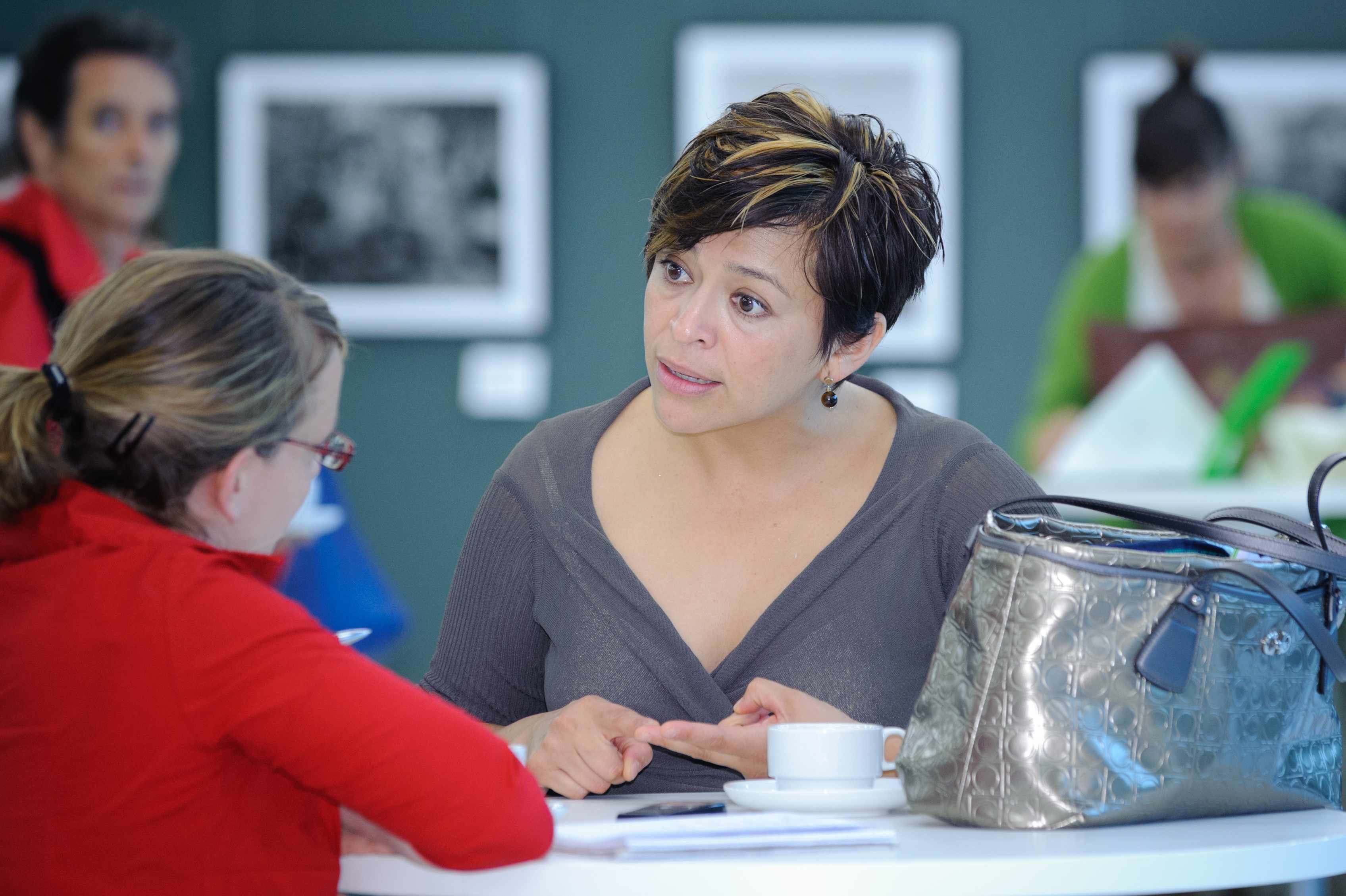
Anabel Hernández (2011)

2008 machte sie für Reporte Indigo eine umfangreiche Recherche über Korruption, Gewalt und organisierte Kriminalität in der mexikanischen Bundespolizei. Nach der Veröffentlichung lancierten Betroffene eine Medienkampagne gegen Hernández, Quellen wurden festgenommen, und sie erhielt ernstzunehmende Drohungen. 2010 veröffentlichte sie das Sachbuch Los Señores del Narco (englisch Narcoland), das die Verbindungen zwischen den mexikanischen Drogenkartellen und der Politik und den Sicherheitsorganen thematisiert. Anabel Hernández erhielt Bodyguards, wurde in den folgenden Jahren verfolgt und entkam mehreren Mordversuchen. Aufsehen erregte im Mai 2011 ihre öffentliche Beschuldigung des damaligen mexikanischen Sicherheitsministers Genaro García Luna, den sie der Zusammenarbeit mit El Chapo verdächtigt, ihre Ermordung angeordnet zu haben. 2014 verließ sie erstmals Mexiko und ging in die Vereinigten Staaten nach Berkeley, wo sie an der University of California ein Stipendium für ein Studium zu Investigativen Journalismus erhalten hatte. 2016 kehrte sie zurück und veröffentlichte ihr Buch über das Massaker an 43 Studenten in Iguala, La Verdadera Noche de Iguala (englisch A Massacre in Mexico), in dem sie zu dem Schluss gelangt, die Beteiligung staatlicher Behörden und behördlich gedeckter krimineller Akteure an dem Geschehen sei weitaus umfangreicher als in den offiziellen Untersuchungen festgestellt wurde. Bei der Buchvorstellung in Mexiko-Stadt kam es zu Ausschreitungen.
Als bedrohte Journalistin findet sie innerhalb Mexikos keine Anstellung, weil die Verleger das Risiko scheuen. Ende 2017 zog Anabel Hernández nach Europa. Sie arbeitet freischaffend, reist immer wieder nach Mexiko und finanziert sich über ihre Bücher, die nicht in mexikanischen Verlagen erscheinen. 2019 veröffentlichte sie ihr Buch El traidor über das Sinaloa-Kartell und seine internationalen Netzwerke. Im März 2017 hatte sie den Nachfolger El Chapos in der Führung des Kartells identifiziert, der sich in einem Machtkampf 2016/17 durchgesetzt hatte und zwei Monate später vom mexikanischen Militär gefasst wurde. Ihr im November 2021 vorgestelltes Buch Emma beschäftigt sich am Beispiel von El Chapos Ehefrau Emma Coronel, die mit Hernández persönlich bekannt ist, mit der Rolle der Frauen in den mexikanischen Kartellen. Das Buch, für das Hernández auch Diana Espinosa interviewte, die Ehefrau von Rafael Caro Quintero, löste in Mexiko interne Debatten in den Kartellen und eine Serie von Selbstbezichtigungen bekannter Mitglieder aus.
Anabel Hernández ist ledig und hat zwei, 1997 und 2010 geborene Kinder. Ihre 80-jährige Mutter und ihre Geschwister leben in Mexiko.

## Auszeichnungen
- 2002 gewann sie den nationalen Journalismuspreis (Premio Nacional de Periodismo) des mexikanischen Journalistenverbands Club de Periodistas de México.[4]
- 2012 erhielt sie den Golden Pen of Freedom Award der World Association of Newspapers (WAN) für ihren investigativen Journalismus.
- Im Mai 2014 wurde sie von Reporter ohne Grenzen zum „Helden der Pressefreiheit“ ernannt.[13]
- Im selben Jahr erhielt sie in Amsterdam den Hans Verploeg Memorial Fund Award der Niederländischen Journalistenvereinigung für heroischen Journalismus.
- Am 1. Dezember 2017 wurde sie durch die französische Botschafterin in Mexiko, Anne Grillo, in die Ehrenlegion aufgenommen.[14]
- 2018 gewann sie den internationalen Journalismuspreis Premio Reporteros del Mundo der spanischen Tageszeitung El Mundo.[15]
- 2019 wurde sie mit dem Freedom of Speech Award („Preis für Redefreiheit“) der Deutschen Welle ausgezeichnet.[2]

## Werke
- La Familia Presidencial: el gobierno del cambio bajo sospecha de corrupción,  2005.
- Fin de Fiesta en los Pinos, 2006.
- Los Cómplices del Presidente, 2010.
- Los Señores del Narco, 2010.
- México en Llamas: el legado de Calderón, 2012.
- La Verdadera Noche de Iguala, 2016.
- El traidor. El diario secreto del hijo del Mayo, 2019.
- Emma y las otras señoras del narco, 2021.